# 施泰纳赫 (奥地利)
施泰纳赫是奥地利施蒂利亚州利岑县的一个市镇。总面积10.26平方公里，总人口1852人，人口密度180.5人/平方公里（2005年）。